# Rolls-Royce Wraith (2013)
Rolls-Royce Wraith – samochód osobowy klasy luksusowej produkowany pod brytyjską marką Rolls-Royce w latach 2013–2022.

## Historia i opis modelu

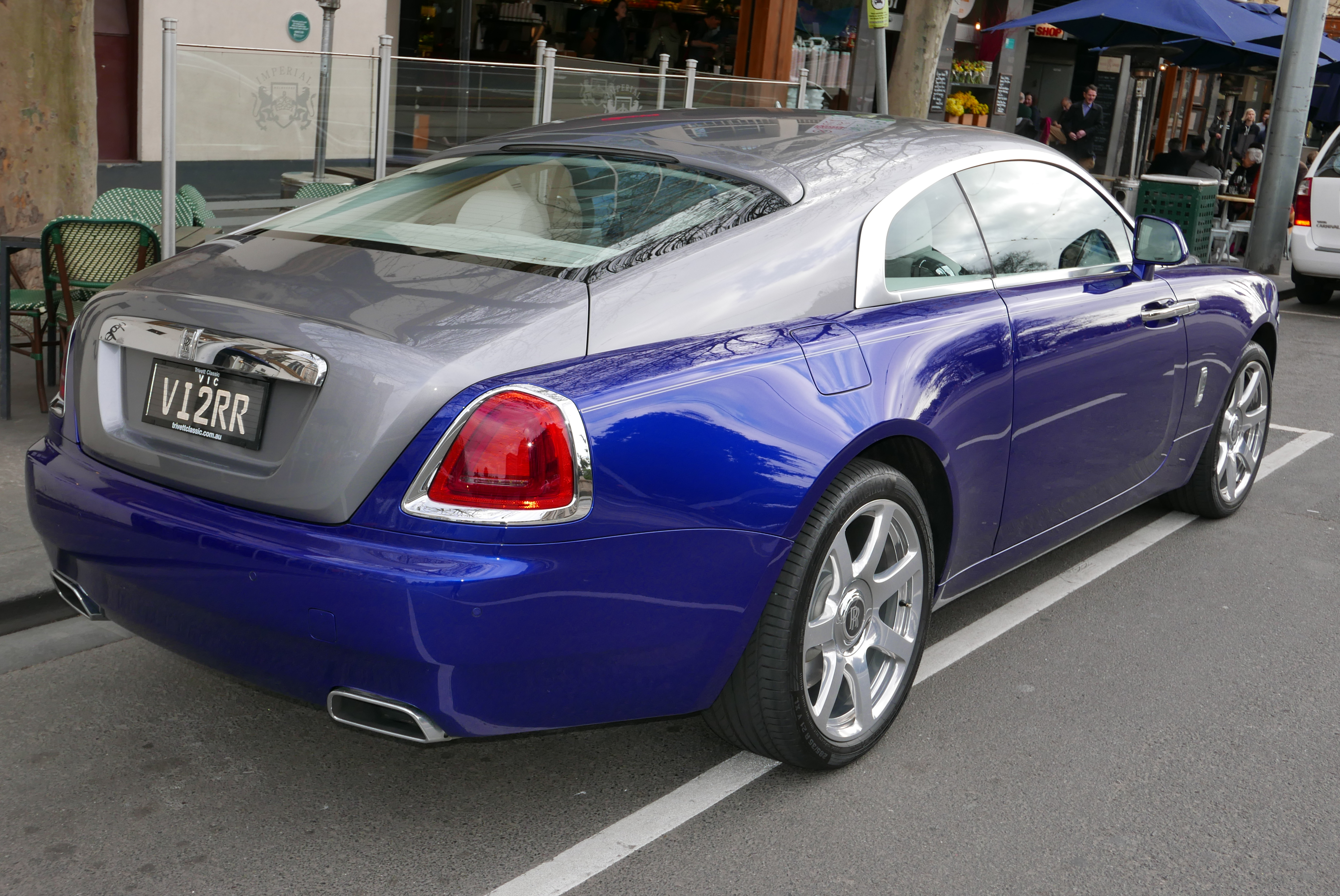
Rolls-Royce Wraith - tył

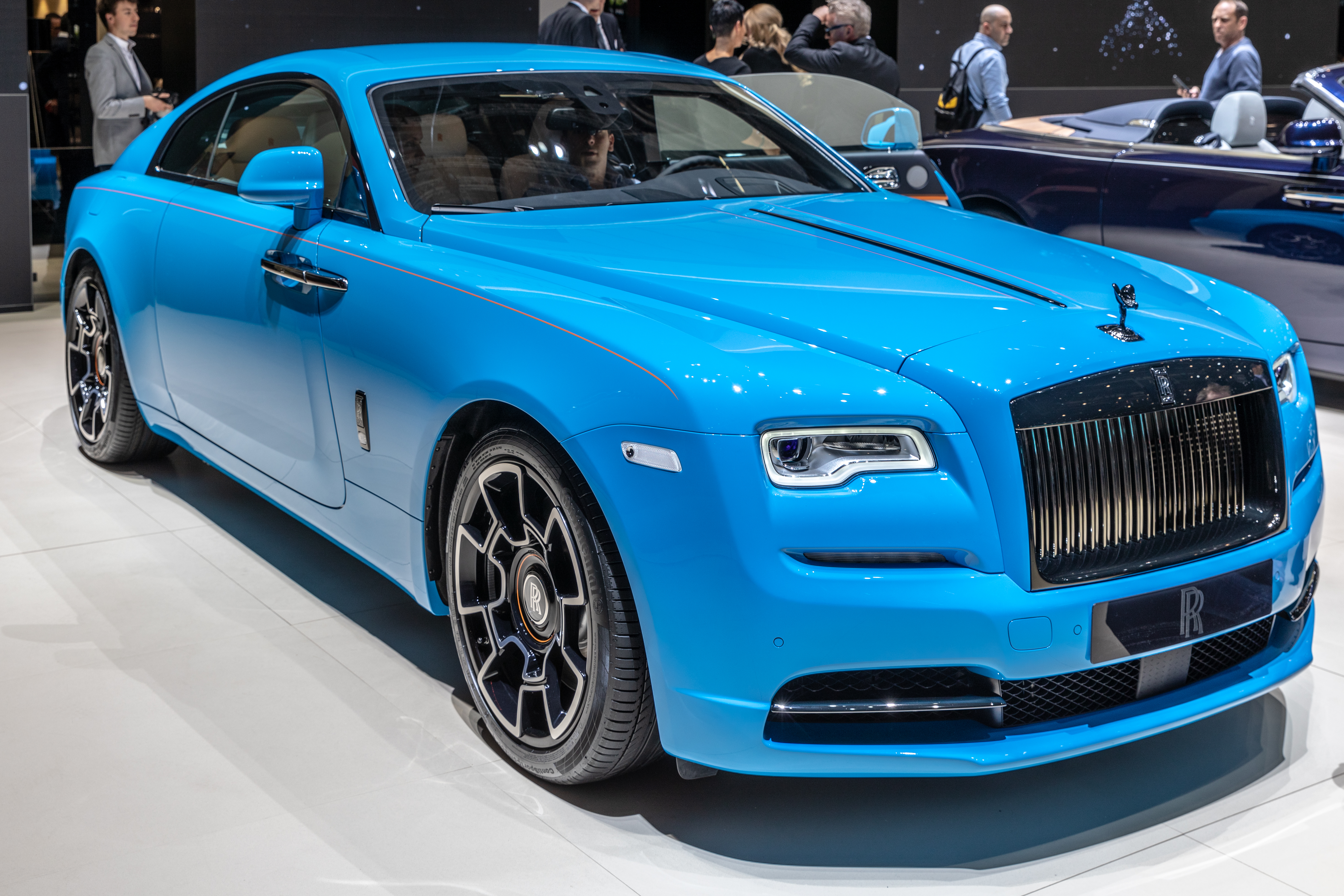
Rolls-Royce Wraith po liftingu

Rolls-Royce zdecydował się reaktywować po ponad 70 latach przerwy nazwę Wraith dla dużego coupe opartego na bazie limuzyny Ghost, który podobnie jak pokrewny model pełni rolę podstawowego modelu w gamie. Oficjalna premiera Wraitha odbyła się w marcu 2013 roku na Geneva Motor Show. Samochód wyróżnia się ściętą linią dachu, a także jedną parą drzwi otwieranych "pod wiatr" - tak samo, jak w większym Phantomie Coupe.
Pod maską Rolls-Royce'a Wraith znalazł się 625-konny silnik V12 generujący maksymalnie 799 Nm maksymalnego momentu obrotowego. Jednostka współpracuje z ośmiobiegową automatyczną skrzynią biegów, zapewniając przyspieszenie do 100 km/h w 4,4 sekundy.

### Sprzedaż
Wraith został zaprezentowany w Polsce po raz pierwszy w maju 2013 roku, a do sprzedaży trafił jesienią tego samego roku.

### Silnik
- V12 6.75 l